# Movimiento Manuela Ramos
Movimiento Manuela Ramos es una organización sin ánimo de lucro feminista creada en el año 1978 con sede principal en la capital del Perú, Lima. La organización tiene sucursales en otros ocho departamentos del Perú, que incluyen Amazonas, Ayacucho, Ucayali, Lambayeque, La Libertad, Huancavelica y Puno. Su labor se enfoca en la promoción y defensa de la autonomía de las mujeres, contribuyendo activamente al fortalecimiento de la democracia y a la promoción de relaciones de género equitativas.
Las intervenciones del Movimiento Manuela Ramos están organizadas a través de cuatro líneas temáticas: Derechos a una vida sin violencia, derechos económicos, derechos políticos y ciudadanía, y derechos sexuales y reproductivos.Trabaja principalmente con mujeres de áreas periurbanas y rurales del país en situación de pobreza económica.Se orienta en el empoderamiento y autonomía de las mujeres desde una perspectiva feminista.
La denominación «Manuela Ramos» no alude a un personaje en particular, sino que, según palabras de la misma organización, busca resaltar a la mujer anónima que, en su quehacer diario, contribuye a la edificación de la democracia y relaciones de género equitativas.

## Historia
Fue fundada por un grupo de siete mujeres limeñas en mayo de 1978 —entre ellas María Graciela "Maruja" Barrig, Carmen Espinoza, Victoria Villanueva y Susana Galdós— en medio del auge del movimiento feminista de los años 1970. El Movimiento Manuela Ramos surgió como un espacio destinado a mujeres con limitadas oportunidades para acceder a información sobre sus derechos y como apoyo para enfrentar su situación de vulnerabilidad. Esta iniciativa permitió dar voz pública a la desigualdad, la inconformidad y el malestar en la vida de las mujeres, trabajando por un espacio político ideológico con identidad feminista para lograr la igualdad de género en el país. En 1980 se constituyeron como una organización no gubernamental.
Luego de la Conferencia Internacional de Población y Desarrollo de 1994 en El Cairo y la Cuarta Conferencia Mundial de la Mujer de 1995 en Pekín, tres años después en agosto de 1997, se instaló la Mesa Tripartita que tuvo como objetivo representar los intereses del Estado, las instituciones internacionales y la sociedad civil en la determinación de pasos específicos para llevar adelante los acuerdos de El Cairo. En esta mesa participaron como representantes de la sociedad civil el Movimiento Manuela Ramos, CMP Flora Tristán y la Red Nacional de Promoción de la Mujer (RNMP). Tanto el Movimiento como la CMP Flora Tristán participaron en la creación de esta instancia de diálogo. La Mesa estuvo compuesta no solo por integrantes de la sociedad civil feminista y académica, sino también por representantes del Estado (como el Ministerio de Salud y el Ministerio de Promoción de la Mujer y Desarrollo Humano) y por integrantes de distintas organizaciones de la cooperación internacional (principalmente el UNFPA).

## Reconocimientos
En 2009, el Movimiento Manuela Ramos recibió el Premio del Fondo de Desarrollo de las Naciones Unidas para la Mujer (UNIFEM) en Alemania, por su propuesta Afirmando la participación de las mujeres desde la Casa del Bien-Estar (CBE) en Ayacucho. Este proyecto, financiado por la ONG alemana Welthungerhilfe durante más de cuatro años en Perú, recibió el galardón en una competencia que contó con la participación de 38 propuestas.
En 2010, Credimujer de Manuela Ramos fue distinguido con el Premio a la Excelencia en Microfinanzas "Mejores Prácticas en Desempeño Social" por el Fondo Multilateral de Inversiones (FOMIN). Posteriormente, en 2015, la Agencia Peruana de Cooperación Internacional (APCI) reconoció a la organización con el Premio Inclusión en el Concurso "Experiencias Exitosas de ONG" por su destacado trabajo con los bancos comunales. Además de estos galardones, Credimujer ha recibido certificaciones de Transparencia, Responsabilidad Financiera y Desempeño Social otorgadas por instituciones como The Mix América Latina y el Caribe - COPEME, así como la Ford Foundation.